# Amigos (album)
Amigos je šesti album sastava Cubismo. Snimljene skladbe izvedene su u suradnji s poznatim pjevačkim imenima, zbog čega album nosi podnaslov Cubismo & World Stars United. Sniman je 1997. u studiju "Megamix" u Mariboru (s Boškom Petrovićem) i 2002. u studiju "Morris" u Zagrebu, gdje je iste godine u studiju "Ater" i masteriran. Album je 2003. objavila diskografska kuća Aquarius Records. 
Osvojio je jednog Porina:
- 2004.: Najbolji aranžman - "Geljan dade" - Hrvoje Rupčić, Mario Igrec, Davor Križić, Günther Bruck, Krešimir Tomec, Nenad Grahovac

## Popis pjesama
1. Cubismo i Šaban Bajramović – "Geljan dade"
2. Cubismo i Manuel Puntillita Licea i Amadito Valdés – "Lágrimas negras"
3. Cubismo i Juan De Marcos Gonzáles i Teresa García Caturla – "Ay mi Cuba"
4. Cubismo i Yolanda Duke – "Oriente"
5. Cubismo i Josipa Lisac – "Na na na"
6. Cubismo i Dagoberto Sacerio Oliva i Carlos Calunga – "La magia"
7. Cubismo i Grupo folclorico de Cuba – "Canto a ellegua"
8. Cubismo i Gibonni – "Tempera"
9. Cubismo i Šaban Bajramović – "Đelem đelem"
10. Cubismo i George Makinto – "St Thomas"
11. Cubismo i Grupo folclorico de Cuba – "Iya mi ile"
12. Cubismo i Bolesna braća – "Las Griñas"
13. Cubismo i Boško Petrović – "Sigurd's Garden"

## Izvođači
Za Cubismo su svirali:
- Hrvoje Rupčić - konge, udaraljke, batá, vokal
- Ricardo Luque - vokal, zbor
- Davor Križić - truba
- Tomica Rukljić - truba
- Nenad Grahovac - trombon
- Alan Bošnjak - trombon
- Mario Igrec - gitara
- Vitaly Osmačko - klavijature, zbor
- Günther Brück - klavijature
- Krešimir Tomec - bas-gitara
- Zdravko Tabain - timbalesi, bubnjevi
- Mladen Hrvoje Ilić - bongosi, udaraljke
- Vladimir Pavelić - zbor
- Grupo folclorico de Cuba - zbor i batá bubnjevi
- Zvonimir Dusper - programiranje, udaraljke